# Украинские ремёсла
Ремесло как одна из предшественниц промышленного производства было развито на территории Украины с древних времён, но долгое время было оторвано от прочих родов деятельности.

## Ремесло периода Древности и Средневековья
Ремесло было развито в античных городах Северного Причерноморья,в частности, в Греческих колониях и скифских поселениях. В ранний период, начиная с 1-го тысячелетия нашей эры началось отделение ремесла от сельского хозяйства. С IX по XIII века ремёсла отличались сложностью характера производства и более высоким качеством товаров. С развитием феодального строя часть общинных ремесленников переходила в зависимость от феодалов, некоторые покидали сельскую местность и уходили в города и крепости, где создавались ремесленные посады. В них к XII веку насчитывалось свыше 60 ремесленных специальностей. Часть ремёсел основывалась на металлургическом производстве, о высоком уровне развития которого свидетельствует применение ремесленниками сварки, литья, ковки металла, наварки и закалки стали. 
Древнерусские ремесленники производили более 150 видов железных и стальных изделий. Эта продукция играла важную роль в развитии товарных связей городов с сельской местностью. Древнерусские ювелиры владели искусством чеканки цветных металлов. В ремесленных мастерских изготовлялись орудия труда (лемехи, топоры, зубила, клещи и т. д.), оружие (щиты, кольчужная броня, копья, шеломы, мечи и др.), предметы быта (ключи и т. п.), украшения из золота, серебра, бронзы, меди.
В древнерусских городах были развиты такие виды ремёсел как гончарное, кожевенное, древодельное, камнетёсное, художественное и т. д. Своими изделиями Русь завоевала известность в тогдашней Европе. В городах ремесленники работали как на заказ, так и на рынок. Академик Рыбаков разделяет городское и деревенское ремесленное производство. В городах были развиты кузнечно-слесарное и оружейное дело, обработка драгоценных металлов, литейное дело, ковка и чеканка, волочение проволоки, филигрань и зернь, эмаль, гончарное дело, производство стекла и т. д. В деревнях были развиты кузнечное ремесло, ювелирное дело, гончарное дело, обработка дерева, обработка кож и меха, ткачество и т. д. Татаро-монгольское нашествие привело к упадку ремесел. Возрождение ремесел на территории Руси началось  с середины XIII века, во времена Галицко-Волынского государства, и, затем, с конца XV века, после окончательной ликвидации монгольского ига в 1480 году,  Русского государства. Во 2-й половине XIV века —1-й половине XV века появилась цеховая организация в системе Магдебургского права.

## Ремесло Новых времён
Во 2-й половине XVII века ремесленничество в Западной и Правобережной Украине уменьшилось в связи с общим упадком городов и мещанства, распространением нецехового ремесла, поселением при замках, панских дворах в городах и пригородах подданных сельских ремесленников, конкуренцией товаров европейских ремесленников. Лучше развивались ремесла в Киеве, Чернигове, Полтаве, Новгород-Северском, Нежине.
В 1-й половине XIX века ремесленничество ощутило давление налоговой политики на центральных и восточных землях, а также в Галиции. Во 2-й половине XIX века негативное влияние оказало развитие фабричной промышленности и капитализма, строительство железных дорог, что облегчило перевозки фабричных товаров, утрата значения ремесленнических цехов, низкий уровень образования ремесленников. Значительный кризис ремесленники переживали в связи с неконкурентоспособностью перед фабрично-заводской продукцией в течение 1870—1890-х годов.

## Ремесло XX века
Перед 1-й мировой войной в 9 украинских губерниях Российской империи ремесленников и кустарей было 700 тысяч, самостоятельных ремесленников 57 тысяч, налогонеоблагаемых кустарей и ремесленников 105 тысяч, кустарей пищевой промышленности 135 тысяч, участников различных нетоваровых промыслов 45 тысяч. Кустари жили преимущественно в сёлах, ремесленники — городах. В начале 20-х гг. значение ремёсел частично увеличилось в связи с упадком фабричной промышленности. Количество ремесленников и кустарей в УССР возросло до 820 тысяч к 1928 г. Со временем, из-за национализации и развития фабричной промышленности, ремесла приходили в запустение. Количество ремесленников и кустарей в УССР в 1939 г. — 57.7 тысяч. После ликвидации промышленной кооперации в 1960 г. ремесленная и кустарная промышленность была передана в систему государственной региональной промышленности.